# Jay Ashley

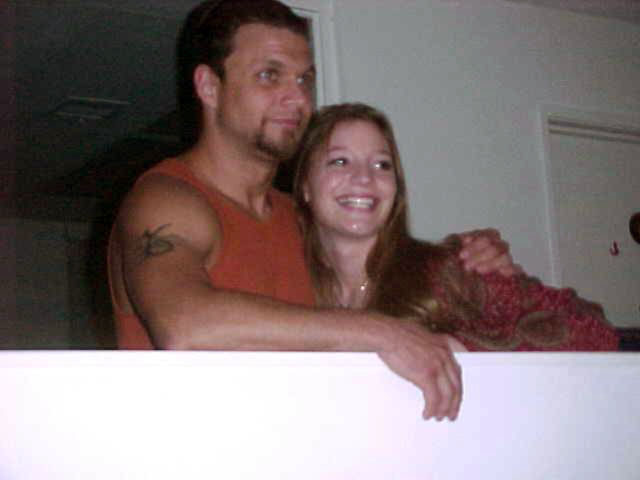
Jay Ashley mit Aurora Snow

Jay Ashley (* 1. Januar 1971 in Philadelphia, Pennsylvania) ist ein US-amerikanischer Pornodarsteller und Regisseur von Pornofilmen.

## Leben
Ashley begann seine Karriere 1993 und ist bis heute aktiv. Laut IAFD hat er in 1227 Filmen als Darsteller mitgewirkt. In 24 Filmen führte er selbst Regie.
Er war mehrfach für den AVN Award nominiert und konnte ihn einmal gewinnen. 2008 wurde er in die AVN Hall of Fame aufgenommen.

## Auszeichnungen
- 2003 AVN Award winner – Best Group Sex Scene in a Video – Assficianado[1][2]
- 2003 AVN Award nominee – Best Anal Sex Scene in a Video – Space Invaderz[2]
- 2003 AVN Award nominee – Best Oral Sex Scene in a Video – Feeding Frenzy[2]
- 2004 XRCO Award nominee – 3-Way – Unnatural Sex 11[3]
- 2004 AVN Award nominee – Male Performer of the Year[4]
- 2004 AVN Award nominee – Best Sex Scene Coupling in a Video – Mason's Dirty Trixxx 2 (with Ashley Moore)[4]
- 2004 AVN Award nominee – Best Oral Sex Scene in a Video – Pop[4]
- 2004 AVN Award nominee – Best Group Sex Scene in a Video – Clusterfuck[4]
- 2005 AVN Award nominee – Best Oral Sex Scene in a Video – Oral Hygiene [5]
- 2005 AVN Award nominee – Best Threeway Sex Scene in a Video – Un-Natural Sex 11[5]
- 2007 AVN Award nominee – Best Group Sex Scene in a Video – Slutty & Sluttier[6]
- 2008 AVN Hall of Fame